# Arnicourt
Arnicourt ist eine französische Gemeinde mit 150 Einwohnern (Stand 1. Januar 2022) im Département Ardennes in der Region Grand Est (bis 2015 Champagne-Ardenne).

## Geographie
Durch den Ort führt die Départementsstraße D10. Nordöstlich des Dorfes liegt der Wald Bois des Canneaux. Das Gemeindegebiet wird vom Fluss Plumion durchquert.

## Bevölkerungsentwicklung
| Jahr                       | 1962 | 1968 | 1975 | 1982 | 1990 | 1999 | 2006 | 2016 |
| Einwohner                  | 133  | 115  | 90   | 79   | 71   | 89   | 94   | 79   |
| Quellen: Cassini und INSEE |      |      |      |      |      |      |      |      |

## Sehenswürdigkeiten
- Kirche Saint-Médard
- Schloss Arnicourt aus dem 18. Jahrhundert (Monument historique)

## Persönlichkeiten
Der französische Schauspieler Gerard Darrieu (1925–2004) wurde in Arnicourt geboren.

## Weblinks

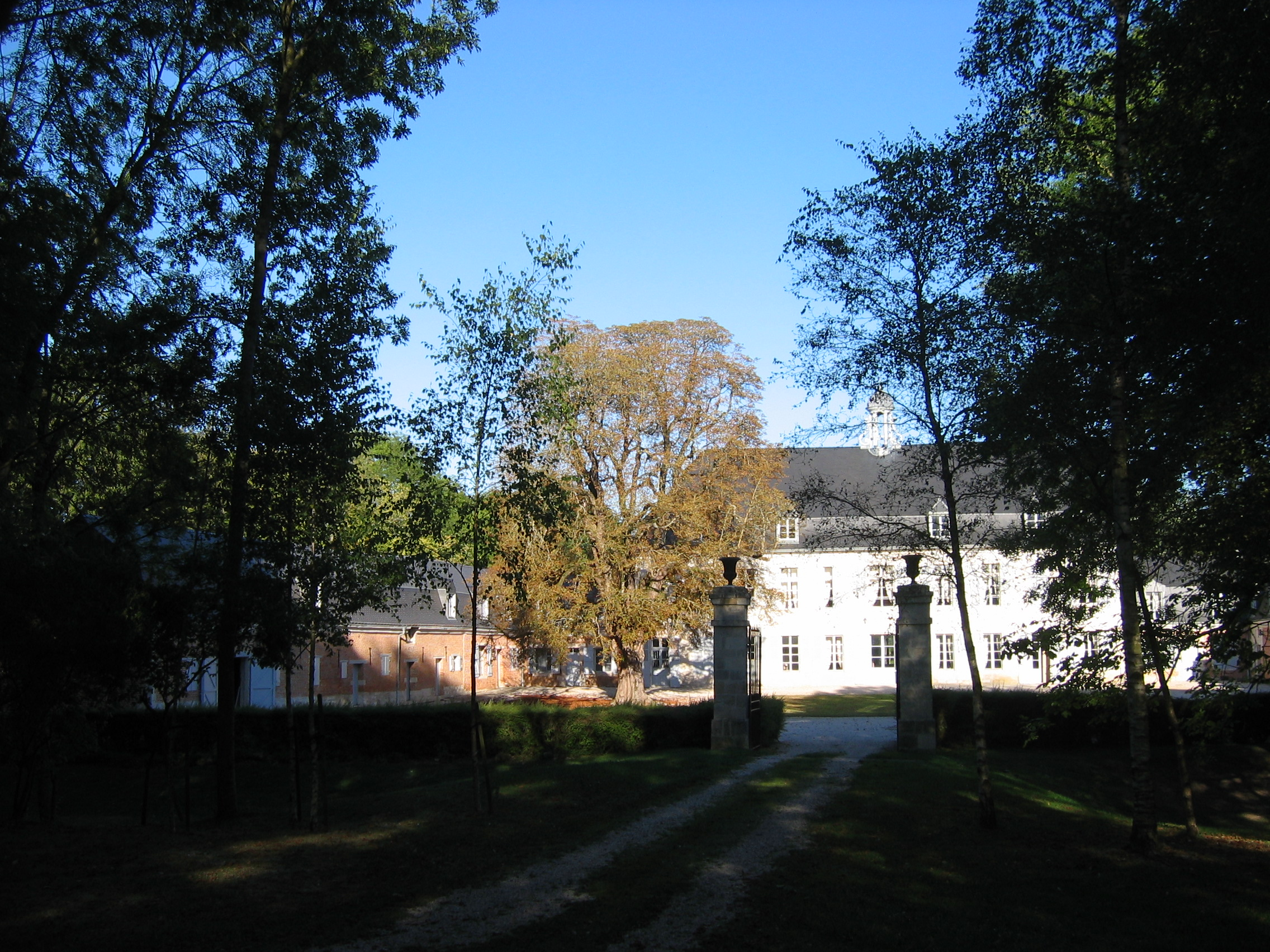
Schloss Arnicourt